# Ambrus Ákos
Ambrus Ákos (Budapest, 1961. december 29. –) magyar operaénekes (bariton).

## Pályakép
Zenei tanulmányait 1969-ben kezdte a budapesti XI. kerületi állami zeneiskolában (ma Weiner Leó Zeneiskola és Szakgimnázium). A zongorát Felvidéki Józsefné, később a zeneszerzést és zeneelméletet Károlyi Pál tanította. Főiskolai tanulmányait a Liszt Ferenc Zeneművészeti Főiskolán kezdte el, 1981-ben a zeneszerzés tanszakon Bozay Attilánál. Magánénekes tanulmányait Izsák Imrénél kezdte, Bikfalvi Júliánál, Pauk Annánál és László-Sőtér Ilonánál folytatta. A Honvéd Férfikórusban (1985-88), majd a Tomkins Énekegyüttesben töltött időszak után végül 1992-ben, a Zeneakadémia opera tanszakán diplomázott Sziklay Erika és Mikó András tanítványaként. Ugyancsak ebben az évben vették fel a Magyar Állami Operaházhoz, ahol magánénekes volt 2013-ig, majd ugyanott az "Opera Nagykövetei Archiválva 2023. szeptember 2-i dátummal a Wayback Machine-ben" program előadója. 2022-tól a tatai Menner Bernát Alapfokú Művészeti Iskola magánénektanára.  A Madách Színházban Webber Macskák musicaljében 1993-tól 30 éven át alakította Old Csendbelenn szerepét. Zeneszerzőként számtalan reklámfilmzenét komponált (1993-2004), később számítógépes játékzenéket (1998 óta), de több komolyzenei művet, többek között operát is komponált (Anettka 2005, Bogáncs 2009, Szállt a holló 2022.)

## Főbb szerepei
- Balassa Sándor: Karl és Anna – Richard
- Bizet: Carmen – Morales
- Bizet: Carmen – Dancaïre (Győri Nemzeti Színház)
- Benjamin Britten: Lucretia meggyalázása – Junius
- Gyöngyösi Levente: A gólyakalifa – az inas
- Henze: Elégia ifjú szerelmesekért – Dr. Reischmann (Armel Operafesztivál)
- Mozart: Figaro házassága – Antonio, a gróf kertésze
- Puccini: Bohémélet – Schaunard
- Puccini: Pillangókisasszony – Yamadori
- Rossini: A sevillai borbély – Fiorello, a gróf szolgája
- Vajda Gergely: Óriáscsecsemő – Apa (Armel Operafesztivál)
- Vajda János: Leonce és Léna – Valerio
- Verdi: A végzet hatalma – Alcade
- Verdi: Traviata – D'Obigny márki
- Verdi: Rigoletto – Marullo, udvaronc
- Webber: Macskák – Old Csendbelenn (Madách Színház)
- Wagner: Tannhäuser – Wolfram von Eschenbach
- Wagner: A nürnbergi mesterdalnokok – Sixtus Beckmesser
- [Wagner: Parsifal – Grál–lovag
- Wagner: Trisztán és Izolda – kormányos